# Lijst van Eerste Kamerleden 1913-1916
Lijst van Eerste Kamerleden 1913-1916 geeft een overzicht van de leden van de Nederlandse Eerste Kamer in de periode tussen de verkiezingen van 1913 en de verkiezingen van 1916. De zittingsperiode van de Eerste Kamer ging in op 16 september 1913 en eindigde op 18 september 1916.
De Eerste Kamer telde 50 leden, gekozen door de leden van Provinciale Staten in de elf provincies. Eerste Kamerleden werden gekozen voor een termijn van negen jaar; om de drie jaar werd een derde deel van de Eerste Kamer vernieuwd.
| Naam                                               | politieke partij                      | provincie     | begindatum        | einddatum         | refs   |
| -------------------------------------------------- | ------------------------------------- | ------------- | ----------------- | ----------------- | ------ |
| Gijsbert d' Aumale van Hardenbroek van Hardenbroek | Anti-Revolutionaire Partij            | Utrecht       | 17-09-1907 [ c ]  | 18 september 1916 | [ 1 ]  |
| Willem van Basten Batenburg                        | Algemeene Bond                        | Gelderland    | 20-09-1910 [ d ]  | 27-06-1917 [ e ]  | [ 2 ]  |
| Herman Bavinck                                     | Anti-Revolutionaire Partij            | Zuid-Holland  | 20-09-1910 [ d ]  | 27-06-1917 [ e ]  | [ 3 ]  |
| Lodewijk van den Berg                              | Anti-Revolutionaire Partij            | Zuid-Holland  | 16 september 1913 | 27-06-1917 [ f ]  | [ 4 ]  |
| Edo Bergsma                                        | Liberale Unie                         | Friesland     | 25 november 1913  | 27-06-1917 [ f ]  | [ 5 ]  |
| Jacob van den Biesen                               | Algemeene Bond                        | Noord-Brabant | 16 september 1913 | 27-06-1917 [ f ]  | [ 6 ]  |
| Reitze Bloembergen                                 | Liberale Unie                         | Friesland     | 17-09-1907 [ c ]  | 27 augustus 1914  | [ 7 ]  |
| Klaas de Boer                                      | Liberale Unie                         | Noord-Holland | 20-09-1910 [ d ]  | 27-06-1917 [ e ]  | [ 8 ]  |
| Henricus Bosch van Drakestein                      | Algemeene Bond                        | Utrecht       | 20-09-1910 [ d ]  | 17 augustus 1914  | [ 9 ]  |
| Jan Bosch van Oud-Amelisweerd                      | Algemeene Bond                        | Utrecht       | 13 oktober 1914   | 27-06-1917 [ e ]  | [ 10 ] |
| Hendrik Colijn                                     | Anti-Revolutionaire Partij            | Gelderland    | 15 september 1914 | 18 september 1916 | [ 11 ] |
| Jacob Cremer                                       | Liberale Unie                         | Noord-Holland | 17-09-1907 [ c ]  | 18 september 1916 | [ 12 ] |
| Rudolph Diepen                                     | Algemeene Bond                        | Noord-Brabant | 28 december 1915  | 27-06-1917 [ f ]  | [ 13 ] |
| Petrus van der Does de Willebois                   | Algemeene Bond                        | Noord-Brabant | 20-09-1910 [ d ]  | 27-06-1917 [ e ]  | [ 14 ] |
| Rembertus Dojes                                    | Liberale Unie                         | Groningen     | 20-09-1910 [ d ]  | 27-06-1917 [ e ]  | [ 15 ] |
| Hendrik Drucker                                    | Vrijzinnig-Democratische Bond         | Noord-Holland | 16 september 1913 | 18 september 1916 | [ 16 ] |
| Gustaaf van der Feltz                              | Vrijzinnig-Democratische Bond         | Drenthe       | 17-09-1907 [ c ]  | 18 september 1916 | [ 17 ] |
| Petrus Ferf                                        | Liberale Unie                         | Noord-Holland | 20-09-1910 [ d ]  | 7 januari 1916    | [ 18 ] |
| Abraham Fokker                                     | Liberale Unie                         | Zeeland       | 16 september 1913 | 27-06-1917 [ f ]  | [ 19 ] |
| Herman Franssen                                    | Anti-Revolutionaire Partij            | Overijssel    | 16 september 1913 | 27-06-1917 [ f ]  | [ 20 ] |
| Nicolaas de Gijselaar                              | Christelijk-Historische Unie          | Zuid-Holland  | 17-09-1907 [ c ]  | 18 september 1916 | [ 21 ] |
| Arnoldus Gilissen                                  | Algemeene Bond                        | Zuid-Holland  | 18 november 1914  | 27-06-1917 [ e ]  | [ 22 ] |
| Oscar Haffmans                                     | Algemeene Bond                        | Limburg       | 17-09-1907 [ c ]  | 18 september 1916 | [ 23 ] |
| Abraham van der Hoeven                             | Christelijk-Historische Unie          | Zuid-Holland  | 3 augustus 1914   | 27-06-1917 [ f ]  | [ 24 ] |
| Hendrik van Holthe tot Echten                      | Liberale Unie                         | Drenthe       | 12 mei 1914       | 27-06-1917 [ e ]  | [ 25 ] |
| Pieter 't Hooft                                    | Anti-Revolutionaire Partij            | Gelderland    | 16 september 1913 | 27-06-1917 [ f ]  | [ 26 ] |
| Douwinus van Houten                                | Liberale Unie                         | Noord-Holland | 16 september 1913 | 27-06-1917 [ f ]  | [ 27 ] |
| Willem Hovy                                        | Anti-Revolutionaire Partij            | Zeeland       | 20-09-1910 [ d ]  | 27 februari 1915  | [ 28 ] |
| Jacobus Kappeyne van de Coppello                   | Liberale Unie                         | Noord-Holland | 7 maart 1916      | 27-06-1917 [ e ]  | [ 29 ] |
| Henri van Kol                                      | Sociaal-Democratische Arbeiderspartij | Friesland     | 16 september 1913 | 27-06-1917 [ f ]  | [ 30 ] |
| Jacob Kraus                                        | Liberale Unie                         | Noord-Holland | 20-09-1910 [ d ]  | 27-06-1917 [ e ]  | [ 31 ] |
| Emile van der Kun                                  | Algemeene Bond                        | Zuid-Holland  | 20-09-1910 [ d ]  | 27 september 1914 | [ 32 ] |
| Abraham Kuyper                                     | Anti-Revolutionaire Partij            | Zuid-Holland  | 16 september 1913 | 27-06-1917 [ f ]  | [ 33 ] |
| Jan Laan                                           | Liberale Unie                         | Noord-Holland | 17-09-1907 [ c ]  | 18 september 1916 | [ 34 ] |
| Alphonsus van Lamsweerde                           | Algemeene Bond                        | Gelderland    | 17-09-1907 [ c ]  | 18 september 1916 | [ 35 ] |
| Jan van der Lande                                  | Algemeene Bond                        | Overijssel    | 25 november 1913  | 18 september 1916 | [ 36 ] |
| Willem van Lanschot                                | Algemeene Bond                        | Noord-Brabant | 17-09-1907 [ c ]  | 30 november 1913  | [ 37 ] |
| Willem van Lanschot                                | Algemeene Bond                        | Noord-Brabant | 29 december 1913  | 18 september 1916 | [ 37 ] |
| Constant van Löben Sels                            | Anti-Revolutionaire Partij            | Gelderland    | 17-09-1907 [ c ]  | 24 juli 1914      | [ 38 ] |
| Christiaan Lucasse                                 | Anti-Revolutionaire Partij            | Zeeland       | 13 april 1915     | 27-06-1917 [ e ]  | [ 39 ] |
| Louis van der Maesen de Sombreff                   | Algemeene Bond                        | Limburg       | 20-09-1910 [ d ]  | 27-06-1917 [ e ]  | [ 40 ] |
| Alphonse Michiels van Kessenich                    | Algemeene Bond                        | Limburg       | 16 september 1913 | 27-06-1917 [ f ]  | [ 41 ] |
| Frederik van Nierop                                | Liberale Unie                         | Noord-Holland | 16 september 1913 | 27-06-1917 [ f ]  | [ 42 ] |
| Egbertus Pelinck                                   | Liberale Unie                         | Drenthe       | 20-09-1910 [ d ]  | 2 maart 1914      | [ 43 ] |
| Henri Polak                                        | Sociaal-Democratische Arbeiderspartij | Friesland     | 25 november 1913  | 27-06-1917 [ e ]  | [ 44 ] |
| Frederic Reekers                                   | Algemeene Bond                        | Gelderland    | 16 september 1913 | 27-06-1917 [ f ]  | [ 45 ] |
| Louis Regout                                       | Algemeene Bond                        | Noord-Brabant | 16 september 1913 | 9 juli 1915       | [ 46 ] |
| Louis Regout                                       | Algemeene Bond                        | Noord-Brabant | 30 juli 1915      | 27 oktober 1915   | [ 46 ] |
| Jan Schimmelpenninck van der Oye                   | Christelijk-Historische Unie          | Gelderland    | 20-09-1910 [ d ]  | 11 april 1914     | [ 47 ] |
| Antonius Smits                                     | Algemeene Bond                        | Noord-Brabant | 20-09-1910 [ d ]  | 27-06-1917 [ e ]  | [ 48 ] |
| Henri Staal                                        | Liberale Unie                         | Noord-Holland | 16 september 1913 | 27-06-1917 [ f ]  | [ 49 ] |
| Gerardus van Swaaij                                | Algemeene Bond                        | Zuid-Holland  | 29 december 1913  | 27-06-1917 [ e ]  | [ 50 ] |
| Edzard Tjarda van Starkenborgh Stachouwer          | Liberale Unie                         | Groningen     | 17-09-1907 [ c ]  | 18 september 1916 | [ 51 ] |
| Franciscus Verheyen                                | Algemeene Bond                        | Noord-Brabant | 17-09-1907 [ c ]  | 18 september 1916 | [ 52 ] |
| Petrus Vermeulen                                   | Algemeene Bond                        | Zuid-Holland  | 20-09-1910 [ d ]  | 9 oktober 1913    | [ 53 ] |
| Jan van Voorst tot Voorst                          | Algemeene Bond                        | Zuid-Holland  | 17-09-1907 [ c ]  | 18 september 1916 | [ 54 ] |
| Willem de Vos van Steenwijk                        | Christelijk-Historische Unie          | Overijssel    | 20-09-1910 [ d ]  | 27-06-1917 [ e ]  | [ 55 ] |
| Otto van Wassenaer van Catwijck                    | Christelijk-Historische Unie          | Gelderland    | 16 juni 1914      | 27-06-1917 [ e ]  | [ 56 ] |
| Jan van Wassenaer van Rosande                      | Christelijk-Historische Unie          | Zuid-Holland  | 16 september 1913 | 23 juni 1914      | [ 57 ] |
| Walther van Waterschoot van der Gracht             | Algemeene Bond                        | Zuid-Holland  | 17-09-1907 [ c ]  | 18 september 1916 | [ 58 ] |
| Theo van Welderen Rengers                          | Liberale Unie                         | Friesland     | 13 oktober 1914   | 18 september 1916 | [ 59 ] |
| Jan Woltjer                                        | Anti-Revolutionaire Partij            | Zuid-Holland  | 17-09-1907 [ c ]  | 18 september 1916 | [ 60 ] |
| Geuchien Zijlma                                    | Liberale Unie                         | Groningen     | 16 september 1913 | 27-06-1917 [ f ]  | [ 61 ] |